# Schwarzsche Ableitung
Die Schwarzsche Ableitung ein Begriff aus der Mathematik. Es handelt sich um einen Operator, der invariant unter der Möbius-Transformation ist. Der Operator ist nach dem deutschen Mathematiker Hermann Schwarz benannt. Er findet unter anderem Anwendung in der Funktionentheorie, der projektiven Geometrie und der Theorie der Modulformen.
In der algebraischen Topologie interpretiert man die Schwarzsche Ableitung als Kozyklus.

## Definition
Die Schwarzsche Ableitung einer reellen oder komplexen {\displaystyle C^{3}}-Funktion {\displaystyle f} in einer Variable ist definiert als
{\displaystyle \operatorname {S} (f(z))={\frac {f'''(z)}{f'(z)}}-{\frac {3}{2}}\left({\frac {f''(z)}{f'(z)}}\right)^{2}.}

## Eigenschaften
- Für zwei holomorphe Funktionen {\displaystyle f,g} gilt genau dann {\displaystyle \operatorname {S} (f)=\operatorname {S} (g)} wenn

{\displaystyle g(x)={\frac {af(x)+b}{cf(x)+d}}}
wobei {\displaystyle a,b,c,d\in \mathbb {C} } und {\displaystyle ad-bc\neq 0}. Setzen wir {\displaystyle f:=\operatorname {id} } erhalten wir die klassische Möbius-Transformation und {\displaystyle g} kann als Diffeomorphismus der reellen projektiven Linie {\displaystyle \mathbb {RP} ^{1}} verstanden werden.
- Seien {\displaystyle g,f} zwei Diffeomorphismen der reellen projektiven Linie {\displaystyle \mathbb {RP} ^{1}}, dann gilt[2]

{\displaystyle \operatorname {S} (g\circ f)=\operatorname {S} (g)\circ f+\operatorname {S} (f)}.